# Falacia arreglo de bulto
En lógica, la falacia arreglo de bulto es una falacia que consiste en asumir que las cosas que con frecuencia han sido agrupadas por tradición o cultura en un conjunto deberían estar siempre agrupadas de ese modo. Esta falacia es muy usual en los argumentos políticos.

## Ejemplos
«Mi oponente es un conservador que votó en contra de los altos impuestos y la asistencia pública, por tanto él también se opondrá al control de armas y al aborto». Mientras estas cuatro posiciones están normalmente agrupadas en la palabra «conservador», no hay realmente ninguna razón para pensar que alguien que sigue una idea agrupada en ese grupo deba seguir las demás.